# Берёзовая Речка (Томская область)
Берёзовая Ре́чка (устар. Берёзоречка, Березо-Реченский, тат. Яңавыл, Күрлек) — деревня Калтайского сельского поселения Томского района Томской области России. Расположена на берегу реки Берёзовой, в 50 км от Томска.

## История
Основана в 1888 году в районе расселения томских (чатских) татар казанскими татарами и мишарями.

## Население
| 1926 | 2002 | 2008 | 2009 | 2010 | 2011 | 2012 |
| ---- | ---- | ---- | ---- | ---- | ---- | ---- |
| 260  | ↘29  | ↘13  | →13  | ↘9   | →9   | →9   |
| 2013 | 2014 | 2015 | 2021 |      |      |      |
| ↘8   | ↘7   | ↘6   | ↘5   |      |      |      |

По данным переписи 1926 года деревня имела 45 дворов (хозяйств), в которых проживали 251 человек, в том числе 107 мужчин, 144 женщины.
Население — 6 чел. (на 1 января 2015).

## Транспорт
Рейсовое сообщение с городом отсутствует.